# Cisteina
La cisteina è un amminoacido polare e una molecola chirale.

## Descrizione
L'enantiomero L è uno dei 20 amminoacidi ordinari, il suo gruppo laterale reca un gruppo funzionale tiolico.
Per l'organismo umano adulto non è un amminoacido essenziale, in quanto può essere ottenuto dalla metionina tramite due reazioni successive: la transmetilazione, che trasforma la metionina in omocisteina, seguita dalla transolforazione, che trasforma l'omocisteina in cisteina. Nei bambini e durante lo sviluppo o in caso di carenza di vitamina B oppure di alcolismo se ne raccomanda invece assunzione mediante la dieta, in quanto questa trasformazione è inibita o meno efficiente.

Formula di struttura della cistina - il legame -S-S- è noto come ponte disolfuro.

Due gruppi -SH, posti in ambiente ossidante possono legarsi tramite un ponte disolfuro (-S-S-). Legami di questo tipo permettono a due unità di cisteina poste in punti diversi della catena polipeptidica (o su due polipeptidi diversi) di legarsi tra loro, plasmando in maniera decisiva le strutture terziaria e quaternaria della proteina, da cui dipende l'azione biologica della proteina medesima.
Due molecole di cisteina legate da un ponte disolfuro formano una molecola di cistina. La cistina, e quindi la cisteina da cui deriva, è indispensabile per il processo di cheratinizzazione ed è presente in grandi quantità nello strato esterno della cuticola del pelo. Nell'animale si è dimostrato che un'alimentazione priva o povera solo di cistina determina una netta diminuzione nella produzione di tessuto pilare. La cisteina inoltre, insieme al glutammato e alla glicina, è fondamentale per la biosintesi del glutatione.
Il derivato N-acetilico della cisteina, la N-acetil-cisteina (o NAC) è usato in medicina come antidoto nell'avvelenamento cronico da metalli pesanti e altre sostanze come il paracetamolo, dato che entra direttamente nella sintesi del glutatione. È utilizzato anche come mucolitico, dato che il suo gruppo sulfidrilico è capace di aprire i ponti disolfuro delle glicoproteine nel muco, aumentandone la fluidità e favorendo la clearance muco-ciliare.

## Nei topi
Una popolazione di topi, geneticamente modificata per non produrre più l'aminoacido cisteina e privata di tale sostanza nella dieta, ha mostrato una modifica del metabolismo che ha indotto una perdita di peso del 30% in una settimana. I risultati tuttavia non sono immediatamente trasferibili alla specie umana.